# 상봉 듀오트리스
상봉 듀오트리스(영어: Sangbong Duoturris)는 서울특별시 중랑구 상봉로 131 (상봉동)에 위치한 아파트 단지다.

## 역사
2006년에 계획 당시 명칭은 성원 상떼 르-시엘이다. 같은 해 분양이 끝난 후 착공하였으며, 이후 올라가다가 2010년에 공사가 중단되었다. 2014년 8월에 분양이 시작되었으며, 4년만에 공사가 재개되었다. 2015년에 완공하였으며, 2016년부터 입주가 시작되었다.

## 같이 보기
- 서울특별시의 마천루 목록